# L3COS
L3COS (англ. Level 3 Consensus Operating System) — алгоритм оцифровки процессов на базе блокчейна, имеющего трёхуровневую структуру, и распространяемый как открытое программное обеспечение для государств и бизнеса. Алгоритм создан на базе блокчейн, при котором любое принятое решение на любом из уровней — станет частью общей цепи. Технология подразумевает использование трёхуровневой структуры, которая предоставляет национальным правительствам, бизнесу и частным лицам инструмент для создании цифровой экономики, не допускающей финансовых либо иных махинаций.

## История
Работа над алгоритмом «три в одном» была начата в 2013 году и завершена в октябре 2019 года. Основатель и генеральный директор проекта — доктор наук по кибернетике и прикладной математике Зураб Цицуашвили, который ранее был руководителем холдинговой компании Softbank. Официальная презентация алгоритма была проведена на Всемирном экономическом форуме в Давосе с 21 по 24 января 2020 года. За первые 8 лет в компанию было инвестировано более $65 млн.
В марте 2020 года, центральный банк Англии пригласил к участие частные компании по разработке CBDC (Central Bank Digital Currency). В июне 2020 года центральному Банку Англии было предложено использовать технологию L3COS.
В марте 2021 года появилась информация о том, что первая в мире цифровая площадка для сельскохозяйственных и продовольствия товаров AgriDex инвестирует в блокчейн L3COS $85 млн. Создание умного маркетплейса позволяет повысить глобальную продовольственную безопасность, снизить транзакционные издержки и уменьшить расходы на питание для потребителей. На основе блокчейна планировалось создать токенизированную платежную и биржевую платформу для AgriDex. Объёмы поставок ежегодно оценивались в $2,25 трлн. Технология позволит компании обрабатывать более 1,5 млн одновременных транзакций в секунду и предоставить доступ к маркетплейсу более 150 компаний.
В апреле 2021 года L3COS объявила о новом партнерстве с американским лейблом ENT Global Technologies и развлекательной компанией TITLE 9 Inc. Сделка на 110 миллионов долларов позволит L3COS создать глобальную систему управления цифровыми правами и торговую площадку для музыки и фильмов.
В сентябре 2022 года L3COS запустило первую в мире фиатную сеть с тремя начальными валютами — фунтами стерлингов, евро и долларами США, каждая из которых будет защищена Центральными банками. Закрытая торговая площадка для цифровых активов, на которой можно будет вносить и снимать средства Fiat-on-Chain (FoC), первоначально будет использоваться для платежей партнёрами по запуску AgriDex и ENT Global.

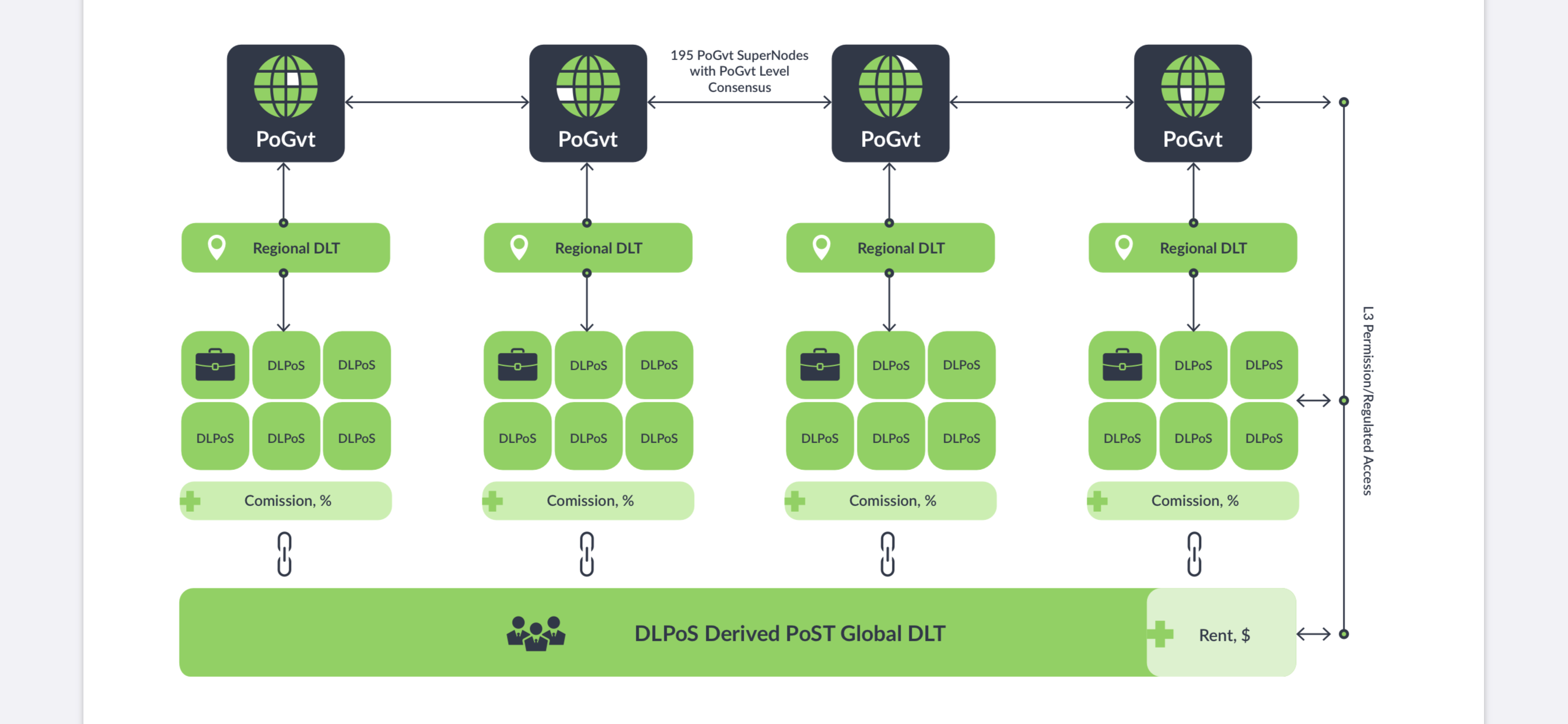
Принцип работы L3COS блокчейн

## Принцип работы
В работе над созданием платформы PaaS (Platform as a Service) участвовало более 1200 программистов. Эта платформа позволяет правительствам, организациям, предприятиям и частным лицам создавать и запускать приложения в своей операционной системе.
Open source технологии на уровне государства позволяет писать смарт-контракты и бизнес приложения без участия разработчика алгоритма. Технология работает на основе отдельных консенсусных алгоритмов, позволяет предоставлять самый полезный функционал и автоматизировать процессы, одновременно сохраняя возможности дискретной цифровой идентификации и формируя фундамент для управления.
Алгоритм L3COS состоит из трёх уровней:
- Верхний уровень функционирует на базе алгоритма Proof of Government (PoGvt)[16] и рассчитан для национальных правительств, обеспечивая их собственным суперузелом, позволяющим регулировать денежно-кредитную историю граждан.
- Средний уровень технологии ориентирован на коммерческие предприятия и организации.
- Нижний уровень основан на консенсусном алгоритме Proof of Storage (PoST)[17] и предоставляет частным лицам возможность сдавать свои хранилища в аренду другим участникам блокчейна, тем самым обеспечивая контроль над использованием персональных данных[15].